# Dianthus basianicus
Dianthus basianicus är en nejlikväxtart som beskrevs av Pierre Edmond Boissier och Hausskn. Dianthus basianicus ingår i släktet nejlikor, och familjen nejlikväxter. Inga underarter finns listade i Catalogue of Life.